# Barberino di Mugello
Barberino di Mugello là một đô thị ở tỉnh Firenze trong vùng Toscana, tọa lạc khoảng 25 km về phía bắc của Florence. Tại thời điểm ngày 31 tháng 12 năm 2004, đô thị này có dân số 10.114 người và diện tích là 133,7 km².
Đô thị Barberino di Mugello có các frazioni (các đơn vị cấp dưới, chủ yếu là các làng) Cavallina (2500 abitanti circa), Galliano, Montecarelli, và Latera.
Barberino di Mugello giáp các đô thị sau: Calenzano, Cantagallo, Castiglione dei Pepoli, Firenzuola, San Piero a Sieve, Scarperia, Vaiano, Vernio.